# Joseph Fleming
Joseph Fleming (Joseph Stanislaus Fleming; * 1. Oktober 1883 in St. Louis; † 1. November 1960 ebd.) war ein US-amerikanischer Sprinter, der sich auf den 400-Meter-Lauf spezialisiert hatte.
Bei den Olympischen Spielen 1904 in St. Louis wurde er Vierter.